# 佐志生村
佐志生村（さしうむら）は、大分県北海部郡にあった村。現在の臼杵市佐志生にあたる。

## 地理
- 河川：佐志生川、有屋川
- 海：臼杵湾
- 島：黒島、三ッ子島

## 沿革
- 1875年（明治8年）3月13日 - 大分県による村落統合にともない、佐志生村・藤田村・目明村の計3か村が合併して海部郡佐志生村が成立。
- 1878年（明治11年）11月1日 - 郡区町村編制法施行にともなう海部郡の分割により、北海部郡佐志生村となる。
- 1889年（明治22年）4月1日 - 町村制施行にともない、佐志生村が単独で村制施行し新制の佐志生村が発足。
- 1954年（昭和29年）3月31日 - 下ノ江村・上北津留村・下北津留村・南津留村と共に臼杵市に編入される。

## 交通

### 鉄道
- 国鉄日豊本線：佐志生駅